# Cheramyes
Cheràmyes (fl. VI secolo a.C.) è stato un nobile greco antico vissuto verosimilmente durante la metà del VI secolo a.C. sull'isola di Samo, nell'Egeo orientale.

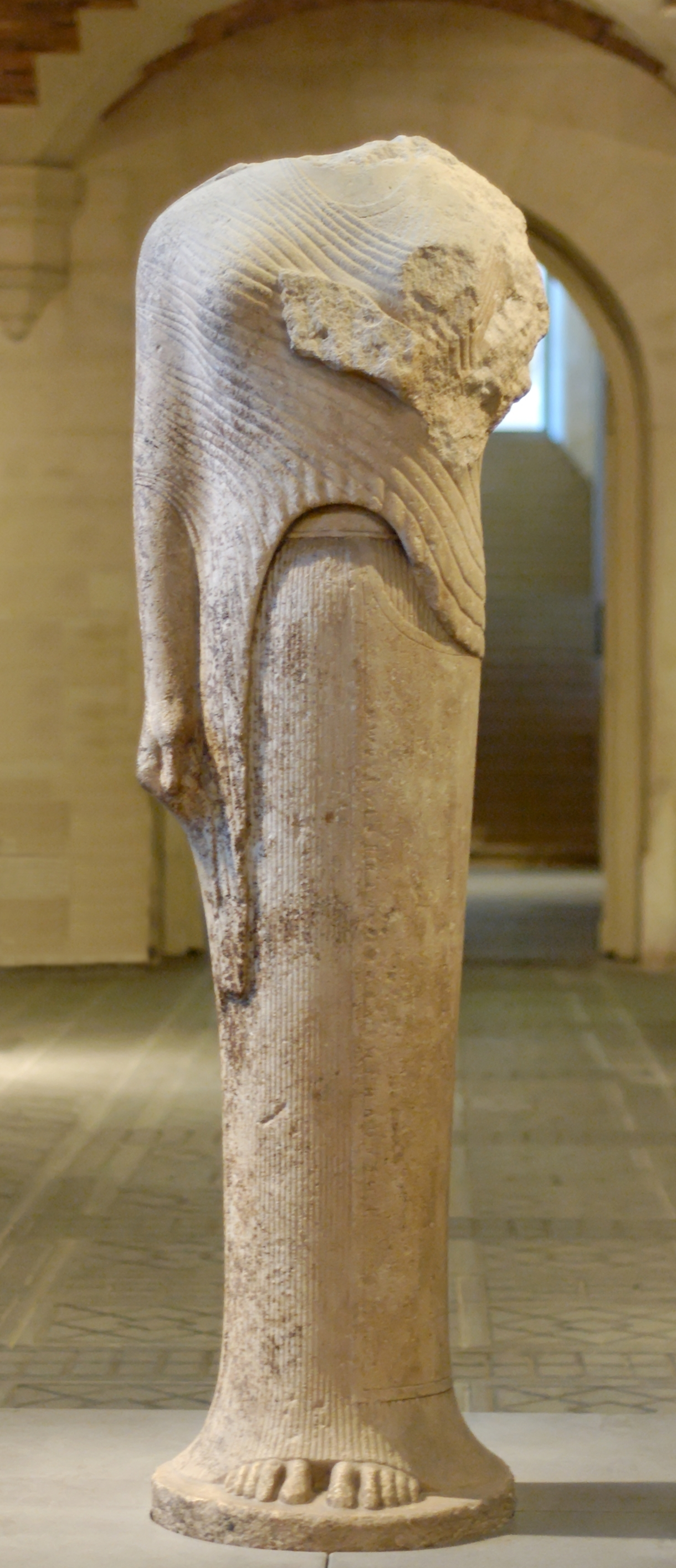
Hera di Samo

Le uniche notizie antiche su Cheramyes sono le dediche di alcune statue, un kouros e di tre κόραι (kòrai), rinvenute presso l'Heraion di Samo, tra cui la cosiddetta Hera di Samo, statua raffigurante probabilmente la dea Era.
Le statue sono state ritrovate a Samo in vari periodi, tra la fine del XIX secolo e, l'ultima, nel 1974. Le tre kòrai si trovano a Parigi, a Berlino e a Samo.
La kore di Parigi è nota come Hera di Samo e quella di Berlino è caratterizzata per la lepre che tiene nella mano sinistra.